# Atlantihyla melissa
Atlantihyla melissa — вид жаб родини райкових (Hylidae). Описаний у 2020 році.

## Етимологія
Вид названо на честь гондураської польової біологині Ісіди Меліси Медіни-Флорес, яка допомагала у зборі типових зразків. Меліса безслідно зникла 5 листопада 2016 року, відокремившись від своїх супутників, спускаючись з найвищої вершини Гондурасу Серро-де-Лас-Мінас у Національному парку Селак. Незважаючи на понад місяць безперервного пошуку військовими та добровольчими рятувальними групами за підтримки собак та літаків, жодних слідів перебування Меліси не знайдено.

## Поширення
Ендемік Гондурасу. Поширений у тропічному гірському вологому лісі у муніципалітеті Техігуат департаменту Ель-Параїсо на підні країни.